# Turbanella subterranea
Turbanella subterranea is een buikharige uit de familie Turbanellidae. Het dier komt uit het geslacht Turbanella. Turbanella subterranea werd in 1934 voor het eerst wetenschappelijk beschreven door Remane. 